# Williams FW35
O FW35 é o modelo de carro de corrida fabricado pela equipe Williams para a disputa da Temporada de Fórmula 1 de 2013. Condutores: Pastor Maldonado e Valtteri Bottas. 
O chassi FW35 foi apresentado oficialmente em 19 de fevereiro, em Barcelona, antes do início da segunda bateria de testes coletivos.
Segundo o diretor técnico Mike Coughlan, o FW35, é "80% novo" e apresenta, em relação a seu antecessor, mudanças no câmbio, suspensão traseira, radiador, assoalho, difusor e carenagem, além do bico reformado e os defletores laterais. A Williams introduziu ainda um conjunto de duas palhetas que se encontram na saída do escapamento. A FIA, no entanto, alertou a equipe sobre a sua ilegalidade, já que estabeleceria um ganho aerodinâmico, algo proibido pelas regras da categoria. Dois pedaços de carenagem foram incluídos acima de cada bocal, deixando os elementos em conformidade com as regras.
Contudo, as mudanças não funcionaram. A equipe, que aparecia razoavelmente bem em 2012, tanto em qualificações como em corridas, teve uma feia recaída em 2013 e, até a metade do campeonato, no GP da Hungria, a equipe conquistou apenas um ponto, com Pastor Maldonado. Assim, a Williams teve o seu pior desempenho em um começo de temporada da história, superando até os tempos da FWRC. 

## Resultados[4]
(legenda) 
| Ano  | Chassi | Motor                | Pneus | N° | Pilotos          | 1   | 2   | 3   | 4   | 5   | 6   | 7   | 8   | 9   | 10  | 11  | 12   | 13  | 14  | 15  | 16  | 17  | 18  | 19  | Pontos | Posição |  |
| ---- | ------ | -------------------- | ----- | -- | ---------------- | --- | --- | --- | --- | --- | --- | --- | --- | --- | --- | --- | ---- | --- | --- | --- | --- | --- | --- | --- | ------ | ------- |  |
|      |        |                      |       |    |                  |     |     |     |     |     |     |     |     |     |     |     |      |     |     |     |     |     |     |     |        |         |  |
|      |        |                      |       |    |                  | AUS | MAL | CHN | BHR | ESP | MON | CAN | GBR | GER | HUN | BEL | ITA} | SIN | KOR | JAP | IND | ABD | EUA | BRA |        |         |  |
| 2013 | FW35   | Renault RS27-2013 V8 | P     | 16 | Pastor Maldonado | Ret | Ret | 14  | 11  | 14  | Ret | 16  | 11  | 15  | 10  | 17  | 14   | 11  | 13  | 16  | 12  | 11  | 17  | 16  | 5      | 9º      |  |
| 2013 | FW35   | Renault RS27-2013 V8 | P     | 17 | Valtteri Bottas  | 14  | 11  | 13  | 14  | 16  | 12  | 14  | 12  | 16  | Ret | 15  | 15   | 13  | 12  | 17  | 16  | 15  | 8   | Ret | 5      | 9º      |  |